# 冯艺
冯艺（1955年9月—），男，壮族，广西天等人，中国作家，中国作家协会主席团委员，广西作家协会名誉主席、广西文学院院长。